# 南卡羅來納州學院和大學列表
以下是南卡羅來納州目前运营的公立和私立高等教育机构列表。
公立
- 克萊門森大學 (Clemson University)
- 查爾斯頓學院 (College of Charleston)
- 南卡羅來納大學（University of South Carolina）

私立
- 安德森大學 (Anderson University)
- 查爾斯頓南方大學 (Charleston Southern University)
- 哥倫比亞國際大學 (Columbia International University)
- 傅爾曼大學 （Furman University）
- 南衛斯理安大學 (Southern Wesleyan University)

永久停業
- 萊姆斯通大學 (Limestone University)